# Edi Glieder
Eduard Günter „Edi“ Glieder (* 28. Jänner 1969 in Graz) ist ein ehemaliger österreichischer Fußballspieler und jetziger -trainer. Zuletzt spielte er für den FC Pasching in der drittklassigen österreichischen Regionalliga Mitte.

## Karriere
Edi Glieder begann seine Profikarriere 1987 beim Grazer AK. Seither spielte der Stürmer und ehemalige Nationalspieler in Österreich noch bei SV Austria Salzburg, FC Tirol Innsbruck und FC Superfund.
In Deutschland wurde Glieder bekannt, als er am 30. Juli 2003 im UI-Cup-Halbfinale gegen Werder Bremen zwei Tore zum 4:0-Heimerfolg beisteuerte. In den Finalspielen dieses Wettbewerbs unterlag Pasching dem FC Schalke 04, ohne ein Tor zu erzielen. Doch zur folgenden Saison nahmen die Schalker den damals 34-jährigen Glieder unter Vertrag. Nach einer Spielzeit, in der er es auf 16 Einsätze und zwei Tore in der deutschen Bundesliga brachte, wechselte er zurück nach Österreich. Ab Jänner 2006 spielte er in der zweitklassigen Ersten Liga beim FC Kärnten. Inzwischen beendete er seine aktive Fußballerkarriere.
In der Saison 2006/07 betreute Edi Glieder den SV Grödig in der Regionalliga West. 2007 kehrte Glieder nach einem Jahr „Pause“ wieder zum FC Pasching (mittlerweile in der Landesliga West [fünfte Liga]) zurück und war dort weiter als Spieler tätig. An Schusskraft hatte er nichts eingebüßt und war einer der Garanten für die Tabellenführung.
Während der Winterpause der Saison 2009/10 gab Glieder am 5. Jänner 2010 sein Karriereende bekannt, nachdem er für die Paschinger ab 2007 in 65 Ligaspielen 63 Tore erzielte. Noch bis zur Winterpause war Glieder in dieser Saison mit zehn Treffern der torgefährlichste Spieler seines Teams und überwinterte mit der Mannschaft nach neun Siegen, fünf Remis und einer knappen 3:4-Niederlage gegen den USV Allerheiligen auf dem zweiten Tabellenrang.
Sein Jugendverein SC St. Margarethen an der Raab benannte seine Spielstätte im Jahre 2000 zu Ehren seines ehemaligen Spielers in Edi-Glieder-Stadion um.
Von 2010 bis 2012 war Glieder Trainer des OÖ-Ligisten SK Vorwärts Steyr.
Nach drei Saisonen als Co-Trainer bei SV-Grödig wurde er im Sommer 2015 Trainer des Salzburger Landesligisten SV Wals-Grünau. Nach einem 3:0-Heimsieg über den FC Hallein hatte Glieder im April 2016 um Auflösung seines Vertrages gebeten. In einem Interview meinte Glieder, dass es sich bei ihm beruflich nicht mehr ausgehen würde.
Seit 2015 betreibt Glieder ein Unternehmen in Eugendorf bzw. Seekirchen am Wallersee.

## Erfolge
- 5 × Österreichischer Meister: 1995, 1997 (Austria Salzburg), 2000, 2001, 2002 (FC Tirol Innsbruck)
- 2 × Supercupsieger: 1995, 1997 (Austria Salzburg)
- 1 × Österreichischer Torschützenkönig: 1999 mit 22 Toren für Austria Salzburg
- 11 Länderspiele und vier Tore für die österreichische Fußballnationalmannschaft von 1998 bis 2004.